# Castello di San Martino dall'Argine
Il castello di San Martino dall'Argine era una roccaforte risalente al XV secolo situata a San Martino dall'Argine in provincia di Mantova, abbattuta nel 1788.

## Collocazione e storia
Eretto nel XV secolo era la residenza dei Gonzaga, signori di San Martino dall'Argine.
Il castello era circondato da fossato, dotato di ponte levatoio ed al suo interno erano presenti numerose sale e stanze (circa 30). Presentava un corpo di fabbrica centrale, attorno al quale vennero costruiti numerosi edifici. Arricchivano la struttura numerosi giardini, davanti e sul retro del castello, con alberi da frutta.
Fu anche residenza di ospiti illustri, tra i quali: san Luigi Gonzaga nel 1584 e Vincenzo Gonzaga, duca di Guastalla nel 1708.
Le sorti del castello videro il declino della struttura attorno al 1750 e sino alla sua demolizione nel 1788.